# Grijsgevlekte grasmineermot
De grijsgevlekte grasmineermot (Elachista maculicerusella) is een nachtvlinder uit de familie grasmineermotten (Elachistidae).
De spanwijdte van de vlinder bedraagt tussen de 10 tot 12 millimeter.
De soort komt voor in Europa. In Nederland en België is de soort algemeen.

## Waardplanten
De grijsgevlekte grasmineermot gebruikt diverse grassen, met name kanariegras en Phragmites als waardplant.